# Gle Kling
Gle Kling är ett berg i Indonesien.   Det ligger i provinsen Aceh, i den västra delen av landet, 1 800 km nordväst om huvudstaden Jakarta. Toppen på Gle Kling är 274 meter över havet.
Terrängen runt Gle Kling är lite kuperad. Havet är nära Gle Kling åt sydväst.Runt Gle Kling är det tätbefolkat, med 286 invånare per kvadratkilometer. Närmaste större samhälle är Banda Aceh, 12,8 km öster om Gle Kling. 